# Myronides cristulatus
Myronides cristulatus är en insektsart som beskrevs av Brunner von Wattenwyl 1907. Myronides cristulatus ingår i släktet Myronides och familjen Phasmatidae. Inga underarter finns listade i Catalogue of Life.